# Izydor Demidowicz
Izydor Demidowicz – sędzia.

## Życiorys
Był sędzią apelacyjnym i sędzią pokoju w Wielkim Księstwie Krakowskim.
Zasiadł w utworzonej 16 października 1862 Radzie Naczelnej Galicyjskiej w Krakowie, powstałej pod auspicjami Komitetu Centralnego Narodowego. W tym charakterze działał przy organizacji powstania styczniowego 1863. W trakcie insurekcji został aresztowany przez władze austriackie.